# アカデミア・デ・サン・カルロス
アカデミア・デ・サン・カルロス(Academia de San Carlos)は、スペイン統治時代の1781年に創設されたメキシコシティの美術学校で、多くのメキシコの芸術家が美術・建築を学んだ。メキシコの政治体制が変わることによって何度か名称は変えられ、1867年に、国立美術学校(Escuela Nacional de Bellas Artes)に改称された。

## 歴史
ヌエバ・エスパーニャと呼ばれたスペイン領の中央アメリカでの美術学校設立の動きは、ヌエバ・エスパーニャで働いた画家の一人、ミゲル・カブレラ(Miguel Cabrera: 1695-1768) が1753年頃、「Academia de la muy Noble e inmemorial Arte de la Pintura」の名前の美術学校の設立をヌエバ・エスパーニャ副王に提案したことなどに始まったとされる。
1779年にメキシコの造幣局で働いていた彫金家のヘロニモ・アントニオ・ヒル(Jerónimo Antonio Gil: 1731-1798)が副王に提案し、マドリードの王立サン・フェルナンド美術アカデミーを見本に美術学校が 設立された。1781年にスペイン国王、カルロス3世の認可を得て、「Real Academia de San Carlos de las Nobles Artes de la Nueva España」の名前となった。1783年には「Academia de las Tres Nobles Artes de San Carlos: arquitectura, pintura y escultura de la Nueva España（建築、絵画、彫刻の3つの美術を教えるサン・カルロス美術アカデミー）」の名前で、病院であった建物に活動が移された。初代校長は ヘロニモ・アントニオ・ヒルが務め、ホセ・デ・アルシバル(José de Alcíbar)らが教授を務め、その後、サンティアゴ・サンドバル(Santiago Sandoval)、フアン・サエンス(Juan Sáenz)、マヌエル・トルサ、ラファエル・ヒメノ・プラネスらのスペインから招かれた芸術家によって学生たちは教えられた。トルサとヒメノ・プラネスは後に校長を務めた。
メキシコ独立革命の軍隊が1821年にメキシコシティに入城した後、国立美術アカデミー(Academia Nacional de las Nobles Artes)に改名され、マクシミリアンが擁立されてメキシコ帝国が成立すると、「メキシコ帝立サン・カルロス・アカデミー(Academia Imperial de San Carlos de México)」と改称され、1867年に共和制が復活すると「国立美術学校(Escuela Nacional de Bellas Artes) 」に改称された。
1929年には国立造形芸術学校(Escuela Nacional de Artes Pásticas) と国立建築学校 (Escuela Nacional de Arquitectura) に分割され、建築学校はその後、メキシコ国立自治大学の建築学科になった。
アカデミア・デ・サン・カルロスの伝統を継いだ美術学校で多くの美術家が美術教育を受けていて、その中にはダビッド・アルファロ・シケイロスやホセ・クレメンテ・オロスコ、アンヘル・サラガ、ルフィーノ・タマヨ、ローラ・クエトといったアーティストもいる。